# محوطه سایت‌های باستان‌شناسی سینای شمالی
محوطه سایت‌های باستان‌شناسی سینای شمالی (انگلیسی: North Sinai Archaeological Sites Zone) شامل مجموعه‌ای از بناها و سایت‌های باستانی حدفاصل کانال سوئز و غزه در حاشیه دریای مدیترانه و کشور مصر است. این محوطه در سال ۱۹۹۴ از سمت کشور مصر به عنوان میراث جهانی در فهرست آزمایشی قرار گرفت.